# Neoplax
Neoplax is een geslacht van slangsterren uit de familie Ophiomyxidae.

## Soorten
- Neoplax crassipes Koehler, 1922
- Neoplax ophiodes Bell, 1884